# オール・ハロウズ・スクール
オール・ハロウズ・スクール(All Hallows' School, AHS) は、オーストラリア連邦クイーンズランド州ブリスベンにあるカトリック系の私立の女子校である。日本では中高一貫校にあたるセカンダリー・スクール(secondary school)であり、Year 5からYear 12の生徒が通っている。1861年創立。建学の精神は、フランス語で "Dieu et Devoir" (英語: "God and Duty") である。スクール・カラーは、ライトブルー、白色、錆色の3色であり、制服はこの3色を基調としている。授業料は高額で、生徒の家庭の多くは、母や祖母などがAHS卒業生であったり、高収入の世帯である。AHS生の兄弟は、カトリック系の私立の男子校であるグレゴリー・テラス(正式名：St Joseph's College, Gregory Terrace)に通っていることが多い。

## 制服
- 帽子(フォーマル・ハット) - 白色の麦わら帽子のような帽子に、ライトブルーと錆色の布があしらわれている。校章が見えるのが正面。
- ブレザー - 秋冬の期間に着用する。錆色を基調としたデザインで、ライトブルーのラインと校章がデザインされている。
- ブラウス - Year 5-6とYear 7-12で若干ライトブルーの濃さが異なる。日本の上履きなどの仕組みはなく、校舎内でも外履きと同じものを履いている。
- スカート/キュロット - Year 5-6はキュロット、Year 7-12はスカートを着用する。どちらもライトブルーの地に白の細かいストライプが入っている。
- フォーマル・パンツ/セーター/ベスト - 防寒用の服であり、着用義務はない。いずれも錆色である。
- 靴下 - Year 5-6はライトブルー、Year 7-12は白の靴下を着用する。
- スクール・タイ - 1つの細長い布をクロスしたかのように見えるデザインをしている。片面がライトブルー、もう片面は錆色であり、春夏はライトブルーを、秋冬は錆色の面を表にして着用する。学業やスポーツなどで功績を残すとそれを称えたバッジがもらえ、タイに付ける。
- 校章(スクール・バッジ) - タイに付ける。ピンやシルバーのチェーンが付いている。
- ハウス・バッジ - 全校生徒は、各々が所属するハウスの色のハウス・バッジを校章の下に付けている。
- 靴 - 全学年共通デザインの錆色の靴。
- アクセサリー - ヘアゴム、ヘアリボン、シュシュ、ヘアクリップなどの頭髪用のアクセサリーはいずれもライトブルー色である。また、ゴールドやシルバーのピアスも販売している。
- バッグ - 生徒が登校するときに用いるバックパックとキャリーバッグはどちらも錆色で日本の学生鞄と比べるととても大きい。生徒は、トートバッグをバックパックまたはキャリーバッグに入れて登校し、学校に着いたら1～6時間目に必要なものをトートバッグに入れ、ほとんど移動教室である学校生活ではトートバッグを持ち歩く。トートバッグには、ライトブルーの地に"AHS"と書かれている。
- 防寒具
- スポーツウェア - 学校指定の水着がある。

## 著名な卒業生
- ミランダ・カー(Miranda Kerr) - モデル・女優。 [1]
- マーガレット・ヒューストン(Marguerite Houston) - 元ライト級ローイング選手。